# فنچول
فنچول (به انگلیسی: Fenchol) با فرمول شیمیایی C۱۰H۱۸O یک ترکیب شیمیایی با شناسه پاب‌کم ۶۹۹۷۳۷۱ است. که جرم مولی آن 154.25 g/mol می‌باشد. 